# Bleekbuiklijster
De bleekbuiklijster (Turdus obsoletus) is een zangvogel uit de familie lijsters (Turdidae).

## Verspreiding en leefgebied
Deze soort telt 3 ondersoorten:
- T. o. obsoletus: van Costa Rica tot noordwestelijk Colombia.
- T. o. parambanus: westelijk Colombia en westelijk Ecuador.
- T. o. colombianus: centraal Colombia.